# Comodactylus
Comodactylus is een geslacht van basale pterosauriërs dat tijdens het Laat-Jura leefde in  het gebied van het huidige Wyoming. De enige benoemde soort is Comodactylus ostromi.
In 1879 zond verzamelaar William Harlow Reed naar zijn opdrachtgever professor Othniel Charles Marsh te New Haven een been van een pterosauriër dat hij had opgegraven in de beroemde Mammal Quarry (N° 9), deel van de belangrijke Como Bluff vindplaats. Het bot werd opgeborgen en vergeten.
In 1981 echter benoemde Peter Galton op basis ervan een nieuwe typesoort: Comodactylus ostromi. De geslachtsnaam is afgeleid van Como Bluff en verbindt dit met het Klassiek Griekse daktylos, 'vinger', wat niet ongebruikelijk is bij pterosauriërnamen gezien hun vleugelvinger. De soortaanduiding eert paleontoloog John Ostrom die onder andere veel werk heeft verricht op het gebied van het pterosauriëronderzoek.
Het holotype, YPM 9150 (Yale Peabody Museum), komt uit de Morrisonformatie (Kimmeridgien-Tithonien, 150 miljoen jaar oud) en bestaat uit een vierde middenhandsbeen, dat bij pterosauriërs de vleugelvinger draagt. Het is 57,5 millimeter lang en compleet. Het is erg robuust gebouwd en vooral het gewrichtsvlak met de pols is erg breed.
De korte en brede bouw is typerend voor basale pterosauriërs. Behalve dat het dier dus niet tot de Pterodactyloidea behoort, valt er door gebrek aan informatie weinig definitiefs over de verwantschap te zeggen. Er is geen ander materiaal gevonden. David Unwin vermoedde in 1993 dat de soort verwant was aan Nesodactylus. Kevin Padian beschouwde de soort in 1989 als een nomen dubium, een opvatting die in 2003 bevestigd werd door Kenneth Carpenter.
Aan de grootte van het middenhandsbeen valt op te maken dat Comodactylus voor een basale pterosauriër een aanzienlijke omvang had met een vleugelspanwijdte van ruwweg 2,5 meter. In 1981 was het de grootste bekende basale vorm. De grootte was een van de redenen geweest voor Galton om een nieuw geslacht te benoemen. In 1879 was Comodactylus ook de eerste basale pterosauriër die in Amerika was gevonden.